# Fairlie (Neuseeland)
Fairlie ist ein kleiner Ort im Mackenzie District der Region Canterbury auf der Südinsel von Neuseeland. Der Ort ist Verwaltungssitz des Distriktes, in dem er sich befindet.

## Geographie
Der Ort befindet sich 48 km südwestlich vom Lake Tekapo und ist über die beiden New Zealand State Highway 8 und State Highway 79, die sich im Ort treffen, gut zu erreichen.
Zum Zensus des Jahres 2013 zählte der Ort 696 Einwohner, 2,9 % weniger als zur Volkszählung im Jahr 2006.

## Geschichte und heute
Fairlie ist als Dienstleistungszentrum für die Landwirtschaft des Umlandes und als Tor zum Mackenzie-Becken bekannt. Anfangs hieß der Ort Fairlie’s Creek und soll seinen Namen von frühen Siedlern erhalten haben, die das Gebiet an Fairlie in Schottland erinnerte.
Von 1884 bis 1968 war die Stadt an den Fairlie Branch, einen Abzweig der Main South Line, angeschlossen. Bis 1934 endete dieser jedoch einen Kilometer vor Fairlie in Eversley.
Der Ort ist jährlich am Ostermontag Gastgeber der Mackenzie District Agricultural and Pastoral show. Diese Veranstaltung feierte 2001 ihr 100-jähriges Bestehen.
Da die Stadt auf der von Touristen frequentierten Strecke zwischen Christchurch und Queenstown liegt, spielt der Tourismus eine zunehmende Rolle.